# 구다라노코니키시 로구
구다라노코니키시 로구(일본어: 百済王 郎虞, ?~737년 8월 17일)는 일본 나라 시대의 귀족으로, 최종 관위는 종4위하였다.

## 참고 자료
- 宇治谷孟『日本書紀 （下）』講談社〈講談社学術文庫〉、1988年
- 宇治谷孟『続日本紀 （上）』講談社〈講談社学術文庫〉、1992年
- 宝賀寿男『古代氏族系譜集成』古代氏族研究会、1986年